# For Hjem og Jord
For Hjem og Jord er en dansk kortfilm fra 1943, der er instrueret af Poul Ankjær Christiansen og Carl Heger efter manuskript af Thomas Christensen.

## Handling
Filmen skidrer en husmandsfamilies daglige tilværelse, kampen for at blive ved jorden, hvilket både kræver afsavn og hårdt arbejde. Filmen er optaget i landsbyen Jørlunde.